# Coast Guard Arctic Service Medal
La Coast Guard Arctic Service Medal est une décoration militaire des États-Unis.

## Généralités
La Coast Guard Arctic Service Medal fut instituée par l’amiral Owen W. Silver en 1976 et est décernée à tout membre des garde-côtes américains qui accomplissent vingt-et-un jours d’affilée de service, sur bateau ou à terre, au nord du cercle Arctique.
Cette décoration distingue du personnel qui sert sur des stations radio isolées dans certaines parties de l’Alaska, du Groenland et de la Norvège. Pour le personnel navigant, la décoration peut être décernée après vingt-et-un jours de disponibilité en vol au-delà du cercle Arctique.
La Coast Guard Arctic Service Medal peut également être attribuée à un non-militaire qui accomplit une mission d’assistance et de soutien à une mission des garde-côtes américains.
La décoration peut être attribuée avec un effet rétroactif pour des actes remontant à 1946. Cependant, contrairement à d’autres décorations, la Coast Guard Arctic Service Medal ne peut être obtenue qu’une fois, et par conséquent, aucune agrafe n’est autorisée.
L’équivalent de cette médaille dans l’U.S. Navy est l’Arctic Service Ribbon.